# Niels Sabbe

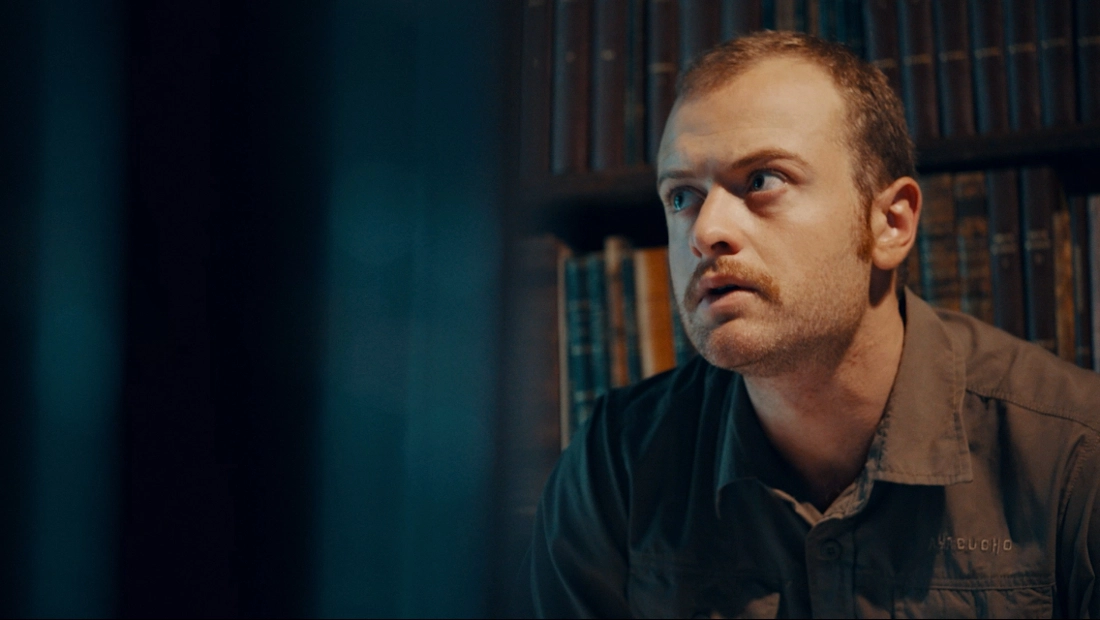

Niels Sabbe (Oostende, 28 april 1990) is een Vlaamse regisseur/acteur.

## Biografie
Sabbe behaalde in 2012 zijn master film aan het RITCS in Brussel. Zijn kortfilm 'Nightfall' werd dat jaar geselecteerd voor het Internationaal Kortfilmfestival Leuven en Filmfestival Oostende. De jaren nadien werkte hij mee als assistent aan verscheidene langspeelfilms en reeksen waaronder The Fifth Estate, Marina en In Vlaamse velden. 
Tijdens zijn periode als regisseur in commercials bracht Sabbe de kortfilms 'In Case Of Confidence' en 'Harley Wheelchair' uit. Deze laatste was in samenwerking met acteur Wim Willaert en werd ook getoond op het Internationaal Kortfilmfestival Leuven. Hij schreef die periode ook het eerste seizoen van Auwch_.
In 2020 regisseerde Sabbe de tienerreeks 'Meisjes' voor Ketnet en daarop volgend de telenovelle Lisa in co-regie voor VTM. In 2022 maakte hij de taboeloze jongerenreeks 2DEZIT voor Streamz België.

## Kortfilms
- Harley Wheelchair (2018)
- In Case Of Confidence (2015)
- Nightfall (2012)
- Hammertime (2011)

## Regisseur
- 2DEZIT (seizoen 1 t/m 4, 2022-2025)
- Lisa (seizoen 1 t/m 4, 2021-2023)
- Meisjes (eerste seizoen, 2020)
- Weekend Met De Belgen (2019)

## Scenarist
- Auwch_ (2016) - scenarist

## Acteur
- Meester Dirk - Meisjes (2020)
- Strandredder - Auwch_ (2016)